# 久万高原町立父二峰小学校
久万高原町立父二峰小学校（くまこうげんちょうりつふじみねしょうがっこう）は、愛媛県上浮穴郡久万高原町露峰にある、町立小学校。 

## 歴史
父二峰村時代
- 1907年（明治40年）5月 - 町村制発足以前にあった旧3村父野川、二名、露峰の3小学校を統合して露峰に父二峰村立尋常高等小学校として創立された。

通学が遠距離になる低学年児童のため落合に1・2年生の、二名に6年生までの分教場ができる。
- のちに二名分校は二名小学校となる。
- 1941年（昭和16年） - 国民学校となる。
- 1947年（昭和22年） - 戦後の学制6・3・3制により高等科は新制父二峰中学校となる。
- 1955年（昭和30年）10月 - 体育館の下手隣接地に同じ高さで造成した敷地に校舎・運動場も完成し移転する。

久万町時代
- 1962年（昭和37年） - 落合の分教場は父二峰村が久万町と合併のため久万小学校へとなる。
- 2002年（平成14年）4月 - 平成10年に閉校の中学校校舎跡に新校舎完成（幼稚園も含む）移転する。

（なお、旧校舎跡は更地にして来校者の駐車場になり行事等で多数の来校車の駐車場となった）
- 2004年（平成16年）4月 - 二名小学校は父二峰小学校に統合されて閉校となる。

久万高原町時代
- 2006年（平成18年）6月 - 体育館を取り壊し跡地に屋内運動場を建設のため体育館さよなら集会の行事を行う。
- 2007年（平成19年）3月 - 体育館あとの屋内運動場完成。
- 2008年（平成20年）3月 - 創立100周年の記念行事が執り行われた。この時の児童数22名。

## 歴代校長
渡辺美智子→野村融→遠藤敏朗（現在）